# Steven Forti
Steven Forti   (Trento, 1981) és un historiador italià i professor associat de la Universitat Autònoma de Barcelona (UAB). Està especialitzat en l'estudi dels feixismes, els nacionalismes i les extremes dretes a l'època contemporània.
Es va doctorar en Història el 2011 a la UAB amb una tesi dirigida per Pere Ysàs i Luciano Casali, base de la seva obra El peso de la nación. Nicola Bombacci, Paul Marion y Óscar Pérez Solís en la Europa de entreguerras (2014), on tracta el tema del trànsit cap a posicions feixistes de polítics d'esquerres en el període d'entreguerres. El 2017 va ser coeditor juntament amb Enric Ucelay-Da Cal i Arnau Gonzàlez d'El Proceso separatista en Cataluña. Análisis d'un pasado reciente (2006-2017).
És membre del Centre d'Estudis sobre les Èpoques Franquista i Democràtica (CEFID) i del Seminari Interuniversitari d'Investigadors del Feixisme (SIdIF).

## Obra publicada
Autor
- El peso de la nación. Nicola Bombacci, Paul Marion y Óscar Pérez Solís en la Europa de entreguerras.  Santiago de Compostela: Universidade de Santiago de Compostela – Publicacions da Cátedra Juana de Vega, 2014.[7]
- Extrema derecha 2.0. Qué es y cómo combatirla.  Madrid: Siglo XXI, 2021. ISBN 978-84-323-2030-9.

Coautor
- Forti, Steven; Russo Spena. Ada Colau, La città in comune. Da occupante di case a sindaca di Barcellona (con un’intervista a Luigi De Magistris).  Roma: Edizioni Alegre, 2016.
- Veiga, Francisco; González-Villa; Forti; Sasso; Prokopljevic. Patriotas indignados. Sobre la nueva ultraderecha en la Posguerra Fría.  Madrid: Alianza Editorial, 2019.[8]

Editor
- El Proceso separatista en Cataluña. Análisis de un pasado reciente (2006-2017). Editorial Comares [Granada], 2017.[9]
- Mitos y cuentos de la extrema derecha.  Catarata, 2023. ISBN 978-84-1352-845-8.